# القمة العربية 1988 (الجزائر)
القمة العربية 1988عقد في الجزائر بمبادرة من الرئيس الجزائري الشاذلي بن جديد في 7 يونيو 1988.
صدر عن المؤتمر بيان ختامي، ومن قراراته:
- دعم الانتفاضة الشعبية الفلسطينية، وتعزيز فعاليتها وضمان استمراريتها.
- المطالبة بعقد مؤتمر دولي للسلام في الشرق الأوسط تحت إشراف الأمم المتحدة.
- تجديد التزام المؤتمر بتطبيق أحكام مقاطعة إسرائيل.
- إدانة السياسة الأمريكية المشجعة لإسرائيل في مواصلة عدوانها وانتهاكاتها.
- الوقوف إلى جانب لبنان في إزالة الاحتلال الإسرائيلي من جنوب لبنان.
- تجديد التضامن الكامل مع العراق والوقوف معه في حربه ضد إيران.
- إدانة الاعتداء الأميركي على ليبيا، وتأييده لسيادة ليبيا على خليج سرت.
- إدانة الإرهاب الدولي والممارسات العنصرية.
- الاهتمام بالانفراج الدولي في البدء بالنزع التدريجي للأسلحة النووية.